# 查帕拉真鮰
查帕拉真鮰為輻鰭魚綱鯰形目北美鯰科的其中一種，分布於中美洲墨西哥Lerma河流域。

## 擴展閱讀
維基物種上的相關：查帕拉真鮰